# Termopad

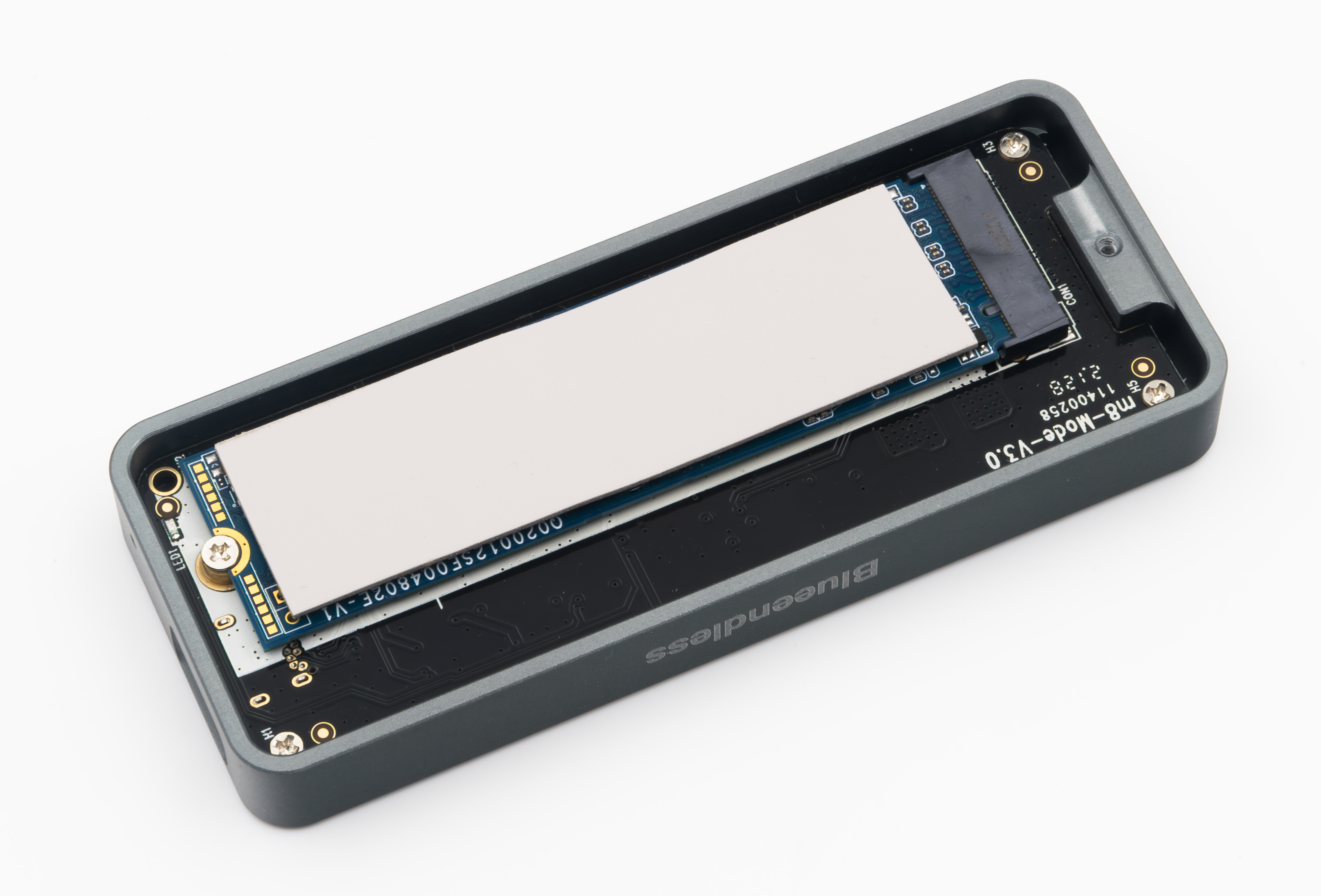
Termopad naklejony na dysk SSD

Termopad (ang. Thermopad) – taśma o elastycznej strukturze, posiadająca właściwości umożliwiające odprowadzanie ciepła z elementów elektronicznych (np. procesorów, chipsetów) do układów chłodzenia – radiatorów. Może posiadać różny skład chemiczny oraz grubość (zazwyczaj od 0,5 mm do 3 milimetrów). Jest stosowany w miejscach, gdzie nie ma możliwości zastosowania płynnej pasty termoprzewodzącej, ze względu na większą odległość elementu grzejnego od elementu odprowadzającego ciepło. Jeśli zostanie nieodpowiednio dobrany pod względem grubości, nie będzie w stanie odpowiednio odprowadzać ciepła, co może doprowadzić do uszkodzenia elementu elektronicznego.
Pełni tę samą funkcję co pasta termoprzewodząca. Jednym z głównych parametrów technicznych jest przewodność cieplna, wyrażana w  W/(m·K) – watach na metr i kelwin. Im wyższy współczynnik odprowadzania ciepła, tym lepiej będzie ono odprowadzane do radiatora lub innego układu chłodzenia. Skład chemiczny taśmy wpływa na współczynnik odprowadzania ciepła. Może ona posiadać różną barwę w zależności od składu, jednak nie oznacza ona konkretnej wartości parametru przewodności cieplnej.
W praktyce wykorzystuje się je najczęściej w układach chłodzenia procesorów, pamięci, mostków (północnych lub południowych), układów graficznych zarówno w komputerach stacjonarnych, jak i laptopach.
Termopady o niskim współczynniku przewodności cieplnej są również stosowane do odprowadzania ciepła od elementów typu: tranzystor, tyrystor, triak, układ scalony.